# Psiloderces tesselatus
Psiloderces tesselatus is een spinnensoort uit de familie Psilodercidae. De soort komt voor in Java.